# 1903 au Québec
Cet article traite des événements survenus en 1903 au Québec. 

## Événements

### Janvier
- 17 janvier : La Poudrière de Longueuil est détruite lors d'une explosion[1].

### Février
- 6 février : les employés de tramways de Montréal déclenchent une grève. Ils demandent une augmentation de salaires et la reconnaissance de leur syndicat[1].
- 8 février : la Montreal Street Railway Company accorde une augmentation de salaire de 10 % à leurs employés et reconnait l'Union des employés de tramways. Les grévistes rentrent au travail.
- 26 février : ouverture de la troisième session de la 10e législature (en). Le développement industriel et l'exploitation forestière sont les principaux thèmes du Discours du trône[2].

### Mars
- Mars : l'Assemblée législative adopte un projet de loi élevant de 12 à 13 ans l'âge pour travailler dans les usines[3].
- 1er mars : Olivar Asselin, Armand Lavergne, Omer Héroux et quelques journalistes fondent la Ligue nationaliste du Canada dont le but est de défendre l'autonomie du Canada face à l'impérialisme britannique[4].
- 26 mars : le trésorier Henry Thomas Duffy annonce un surplus budgétaire de 44 000 $ lors de son discours du budget[5].

### Avril
- 1er avril : les 2 000 débardeurs de Montréal déclenchent la grève. Leurs revendications sont la reconnaissance de leur syndicat, une augmentation de salaire et une amélioration de leurs conditions de travail[6].
- 4 avril : le journal Le Canada commence à paraître. Fondé par François-Liguori Béique, il devient l'organe officiel du Parti libéral du Canada à Montréal[7].
- 23 avril : Benjamin-Alexandre Scott et Louis Haggin fondent la Oyamel Company dont le but est la construction d'un barrage sur la Grande-Décharge du Saguenay[5].
- 25 avril : 
  - l'Assemblée législative adopte une loi reconnaissant le droit à l'éducation pour les Juifs[8].
  - l'Assemblée législative adopte une loi abolissant les limites des dépenses électorales[9].
  - la session parlementaire est prorogée.
- 26 avril : devant l'ampleur que prend la grève des débardeurs de Montréal, l'archevêque Paul Bruchési publie une lettre pastorale dans laquelle il reconnaît aux ouvriers le droit d'association mais dénonce formellement les unions internationales[10].
- 28 avril : à la suite d'actes de violences entre grévistes et scabs dans le port de Montréal, la loi martiale est instaurée[1].
- 30 avril : Samuel Gompers, président de la Fédération américaine du travail, appuie les débardeurs en grève lors de sa visite à Montréal[11].

### Mai
- 10 mai : les débardeurs de Montréal entrent au travail. Ils ont réussi à obtenir l'affiliation à une union internationale.
- 18 mai : lors d'un discours à Montréal, le ministre Lomer Gouin demande une augmentation du subside fédéral et le respect de l'autonomie provinciale de la part du gouvernement canadien[12].
- 20 mai : un incendie détruit le centre-ville de Saint-Hyacinthe[1].
- 23 mai : les employés de tramways de Montréal se remettent en grève, leur employeur semblant hésiter à reconnaître leur syndicat[13].
- 27 mai : les employés de tramways retournent au travail. Leur syndicat est finalement reconnu[14].

### Juillet
- 20 juillet : trois cents employés de l'usine Excelsior Mills, à Montréal, sont séquestrés par leurs employeurs qui veulent les forcer à faire 6 à 20 heures d'heures supplémentaires. Certains d'entre eux n'hésitent pas à briser des fenêtres et à escalader des clôtures pour s'évader[15].

### Août
- 17 au 20 août : le cinquième congrès des Chambres de commerce de l'Empire britannique se tient à Montréal. La principale question abordée est celle des tarifs préférentiels mais les membres de la délégation adoptent également des résolutions concernant la nécessaire défense du Royaume-Uni par ses colonies. Lors du discours de clôture, le premier ministre canadien Wilfrid Laurier déclare que, pour lui, l'indépendance du Canada passe avant la défense de l'Empire britannique[16].
- 23 août : lors de la première assemblée de la Ligue nationaliste, Henri Bourassa prononce un discours où il dénonce les résolutions adoptées lors du congrès des Chambres de commerce sur la nécessaire défense de l'Empire britannique par ses colonies[17].
- 31 août : inauguration de l'Auditorium de Québec. Le premier spectacle présenté est un concert offert par l'Orchestre symphonique de Québec[18].

### Septembre
- 6 septembre : le journaliste Joseph-Israël Tarte annonce son appui au Parti conservateur et dénonce le peu de cas que fait le gouvernement Parent de la colonisation[19].
- 7 septembre : les syndicats nationaux et les unions internationales organisent des activités différentes à Montréal et Québec à l'occasion de la Fête du Travail. Celles des syndicats internationaux sont nettement plus courues[20].

### Octobre
- 3 octobre : John Charles McCorkill devient le nouveau trésorier de la province. Duffy étant mort en juillet, c'est le premier ministre Simon-Napoléon Parent qui a assuré l'intérim[9].
- 17 octobre : le journal The Mercury de Québec cesse de paraître. Il était considéré comme le plus vieux journal de la Vieille-Capitale[21].
- 29 octobre : John Charles McCorkill est vainqueur lors de l'élection partielle de Brome[22].

### Novembre
- 9 novembre : lors d'un discours à Toronto, Henri Bourassa déclare que les Canadiens français sont loyaux à l'Empire mais dans le respect de leurs droits, de leur religion et de leur culture[23].
- 15 novembre : lors d'une assemblée au Théâtre national français, la Ligue nationaliste réclame l'indépendance de l'Irlande.
- 28 novembre : le premier garage pour automobiles ouvre à Montréal[1].

### Décembre
- 17 décembre : des milliers de rats envahissent le Marché Bonsecours de Montréal. Certaines personnes émettent l'hypothèse que cette prolifération est due à la sécheresse qui s'est abattue sur le Québec depuis l'automne[1].

## Naissances
- 16 février - Georges-Henri Lévesque (personnalité religieuse) († 15 janvier 2000)
- 27 février - Henry Deyglun (acteur) († 22 février 1971)
- 10 mars - Réjeanne Desrameaux (actrice) († 28 octobre 1975)
- 2 avril - Lionel Chevrier (politicien) († 8 juillet 1987)
- 5 mai - Archie Wilcox (joueur de hockey) († 27 août 1993)
- 21 juin - Jean-Marie Gauvreau (artiste) († 18 septembre 1970)
- 1er juillet - Anne-Marie Ducharme (actrice) († 15 février 1985)
- 25 août - Rose Ouellette (actrice et humoriste) († 14 septembre 1996)
- 11 octobre - Mike Neville (joueur de hockey) († 16 juillet 1958)
- 16 novembre - Louis-Philippe Audet (historien) († 1981)
- 4 octobre - Bona Arsenault (politicien) († 4 juillet 1993)

## Décès
- 3 juillet - Henry Thomas Duffy (politicien) (º 29 mai 1852)
- 8 novembre - Louis François Rodrigue Masson (lieutenant-gouverneur du Québec) (º 6 novembre 1833)